# زانکت پنتلون
زانکت پنتلون (به آلمانی: Sankt Pantaleon) یک منطقهٔ مسکونی در اتریش است که در برونو آم این واقع شده‌است. زانکت پنتلون ۱۸٫۳۲ کیلومتر مربع مساحت دارد ۴۳۶ متر بالاتر از سطح دریا واقع شده‌است.